# Măcelar

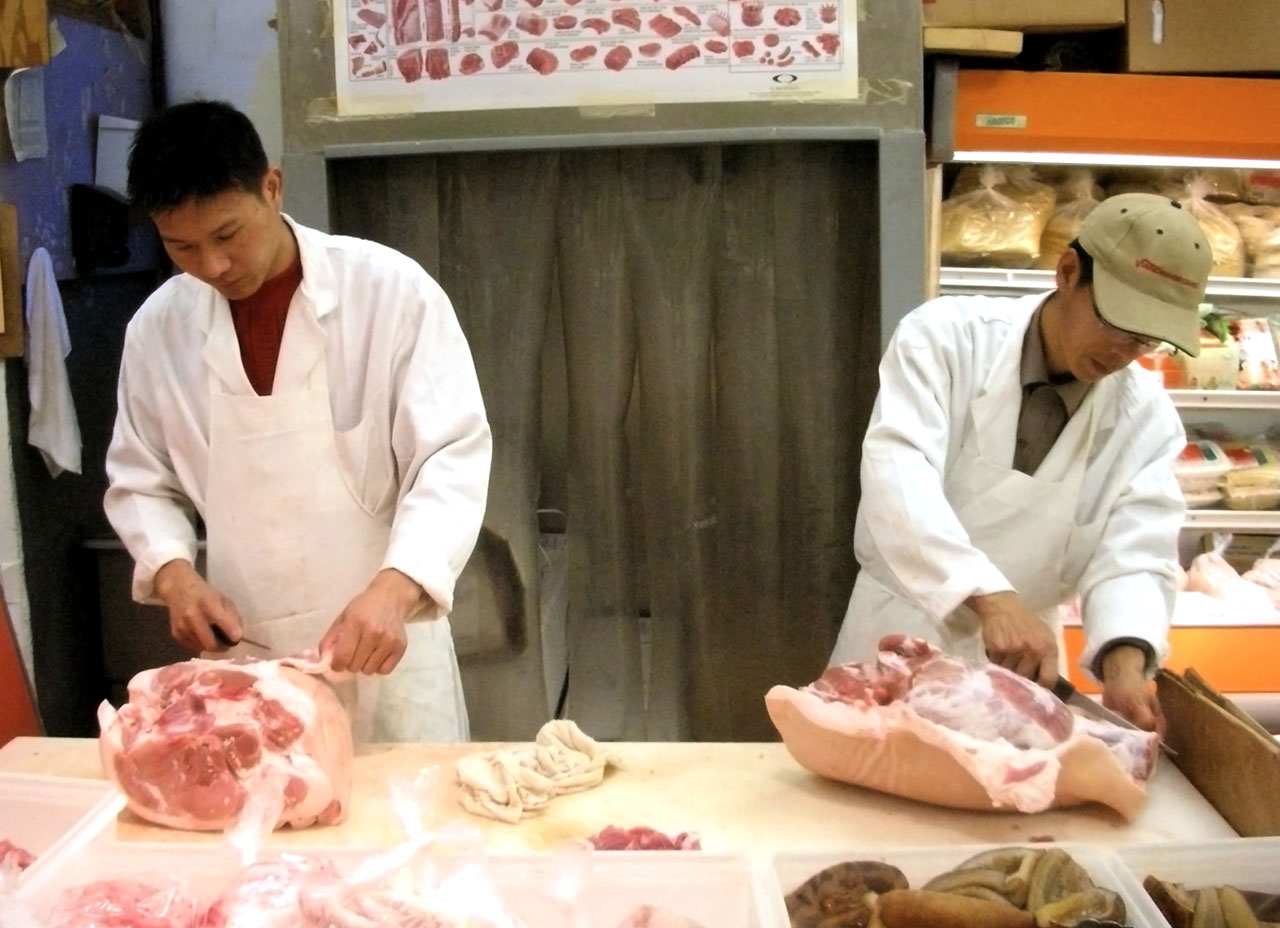
Doi măcelari

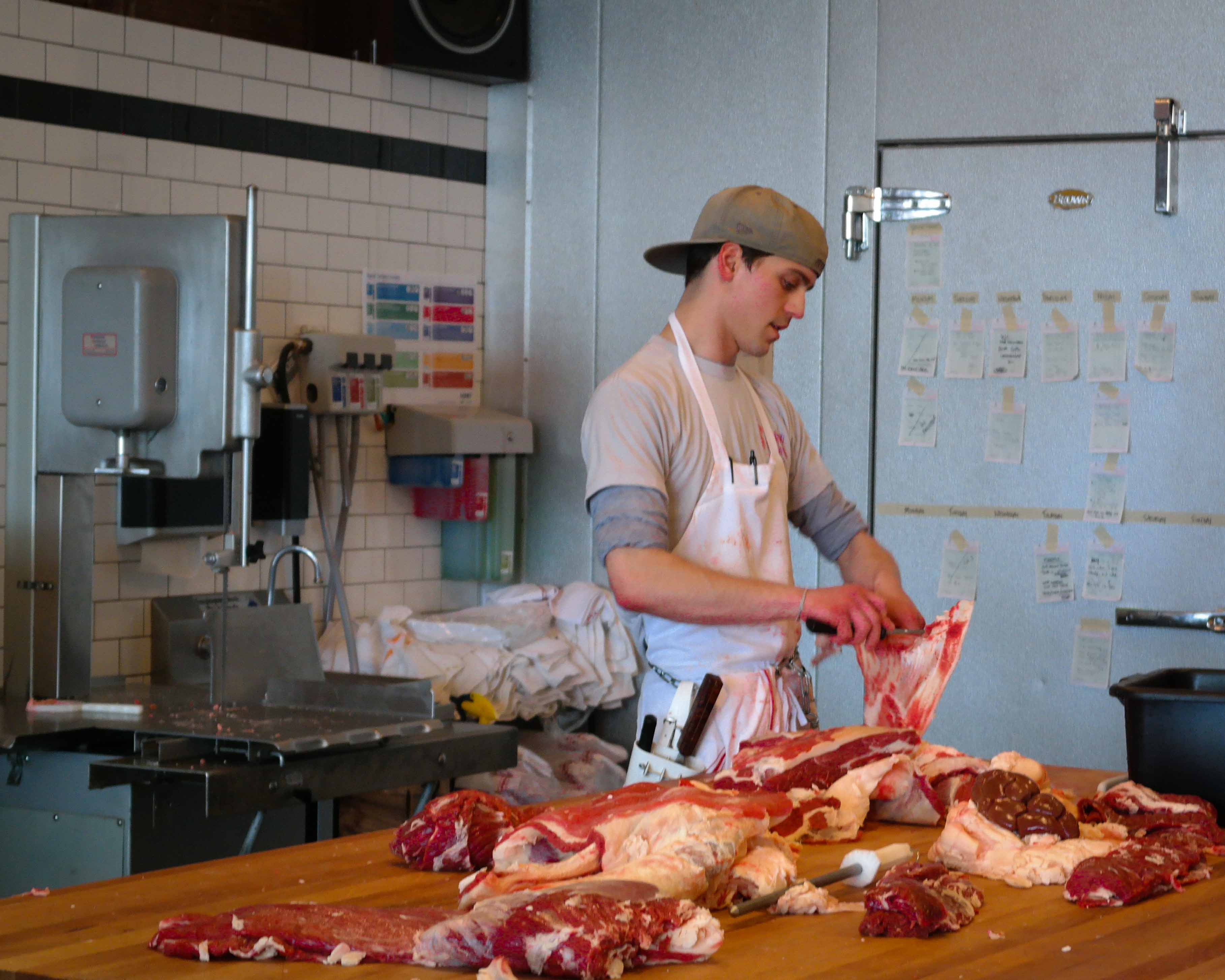
Un măcelar din Charlottesville, Virginia (SUA) în 2015

Măcelarul este o persoană care se pricepe să sacrifice animale, să tranșeze carnea, să o vândă sau să efectueze orice fel de combinație a acestor trei activități. El poate tăia carnea în bucăți standard ce sunt vândute în magazine angro sau en detail. Un măcelar poate fi angajat în supermarketuri, magazine alimentare, măcelării, piețe de carne, abatoare sau poate lucra pe cont propriu.
Meseria de măcelar este foarte veche, datând din perioada domesticirii animalelor. Măcelarii au format bresle în Anglia încă din 1272. Astăzi, multe instituții școlare oferă cursuri de formare pentru măcelari. În unele locuri, după o perioadă de trei ani de ucenicie, un măcelar devine „meșter măcelar”, promovând un examen de evaluare a cunoștințelor teoretice și practice în această meserie.

## Atribuții

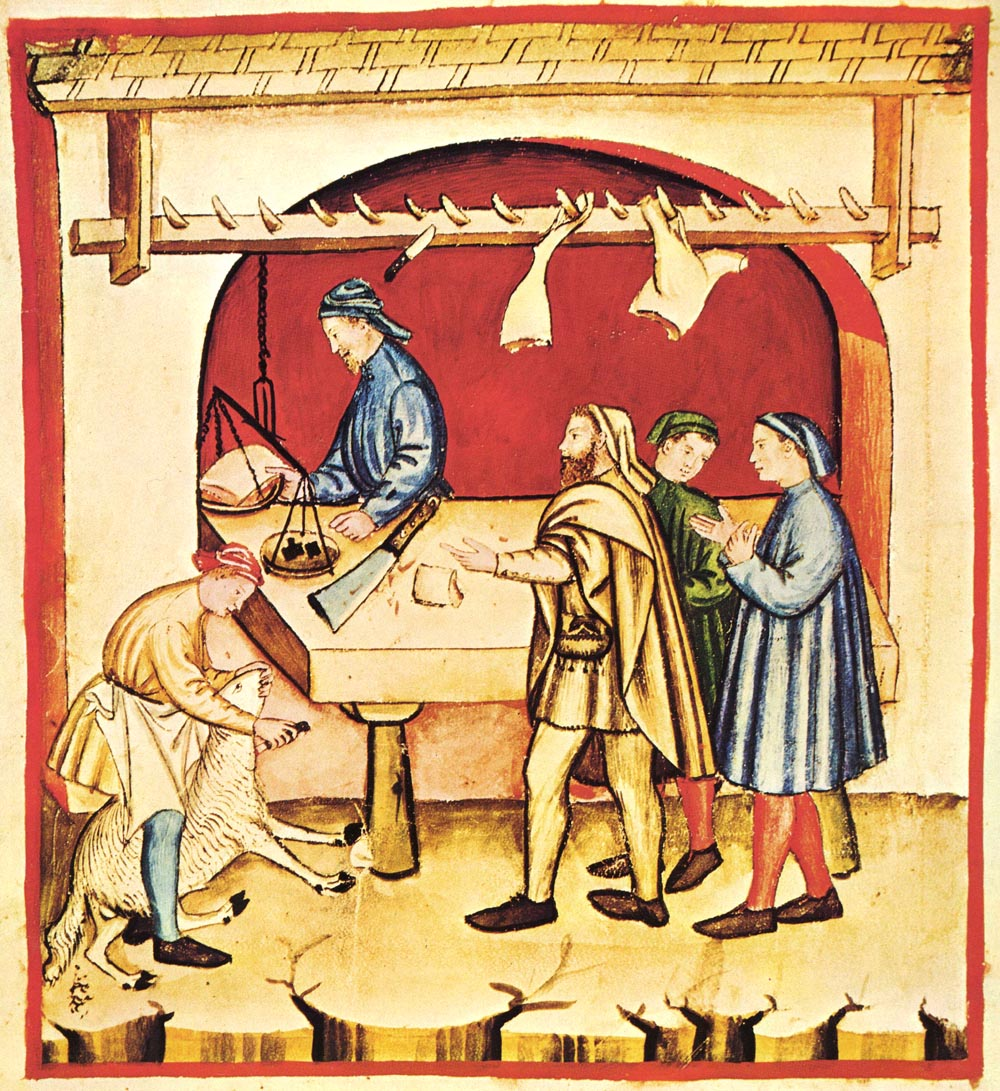
Un măcelar din secolul al XIV-lea realizându-și meseria în mod tradițional în A butcher's, Tacuinum sanitatis casanatensis (secolul al XIV-lea)

Macelăria este o activitate economică tradițională. În societatea industrializată, abatoarele folosesc măcelari pentru sacrificarea animalelor, efectuând în mod repetat una sau mai multe sarcini ca specialiști pe o linie semiautomată de dezasamblare. Etapele acestei activități sunt asomarea (amețirea și uciderea animalului), exsanguinarea (tăierea arterei brahiale sau carotide pentru a facilita eliminarea sângelui), jupuirea (îndepărtarea pieii), opărirea, eviscerarea (eliminarea viscerelor) și împărțirea longitudinală a carcasei în două jumătăți.
După ce carcasele sunt refrigerate (cu excepția cazului în care sunt „dezosate”), activitatea primară a măcelarului constă în selectarea carcaselor, a părților laterale sau a sferturilor, care pot fi tranșate cu pierderi minime; separarea bucăților tăiate de carcasă; tăierea bucăților și pregătirea lor pentru tranșarea secundară sau pentru vânzare; și depozitarea cărnii tăiate. Activitatea secundară implică dezosarea și executarea de tăieturi fine cu scopul de a pregăti carnea pentru vânzare. În trecut, activitățile primare și secundare erau efectuate în aceeași unitate, însă apariția metodelor de conservare a cărnii și a transportului cu costuri reduse le-a separat în mare parte.
În unele părți ale lumii, este un lucru obișnuit ca măcelarii să efectueze mai multe sau toate sarcinile măcelarului. În cazul în care refrigerarea este mai puțin comună, sunt necesare aceste abilități pentru a vinde cât mai repede carnea animalelor sacrificate.

## Măcelărie

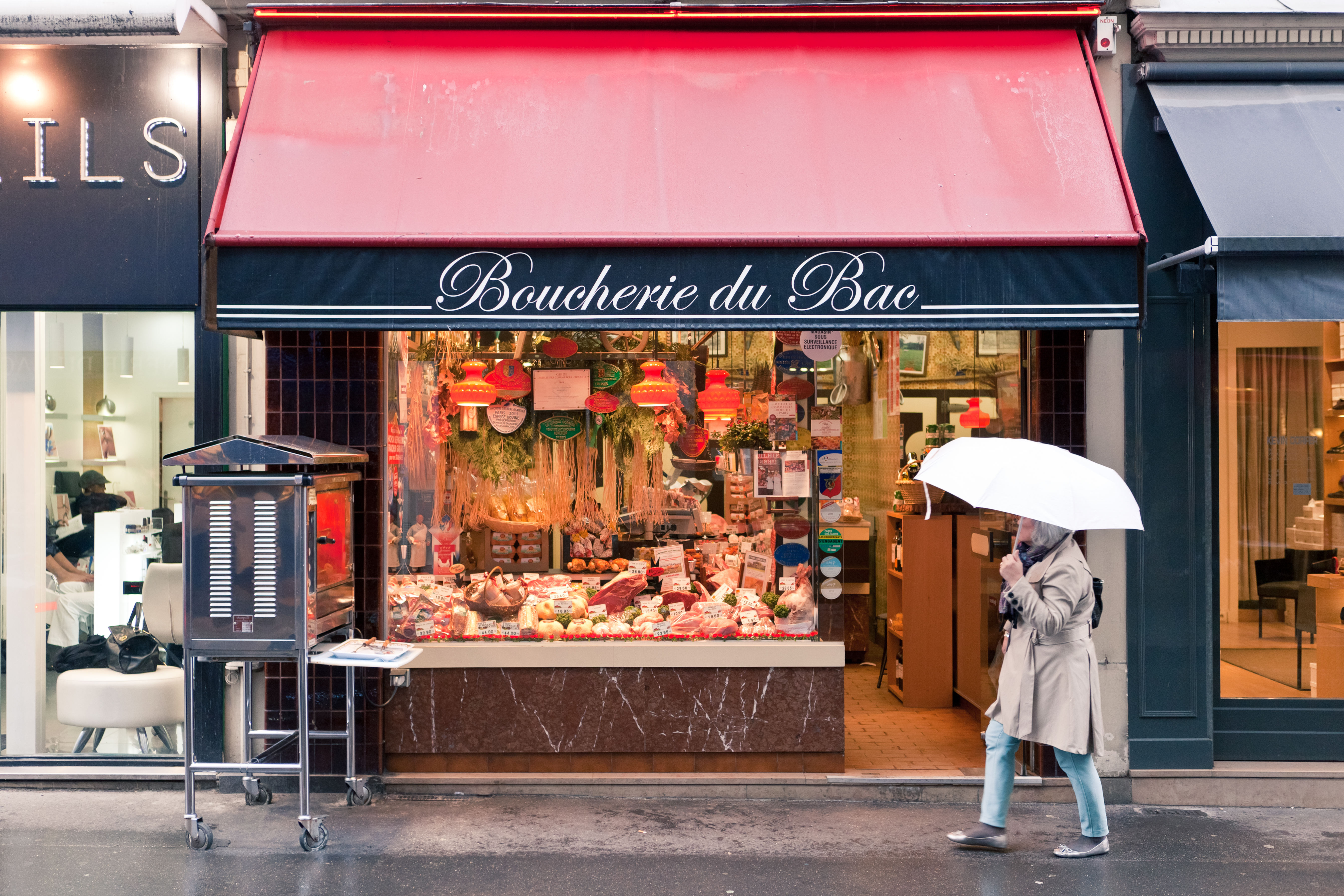
Boucherie du Bac, 82 Rue du Bac, Paris.

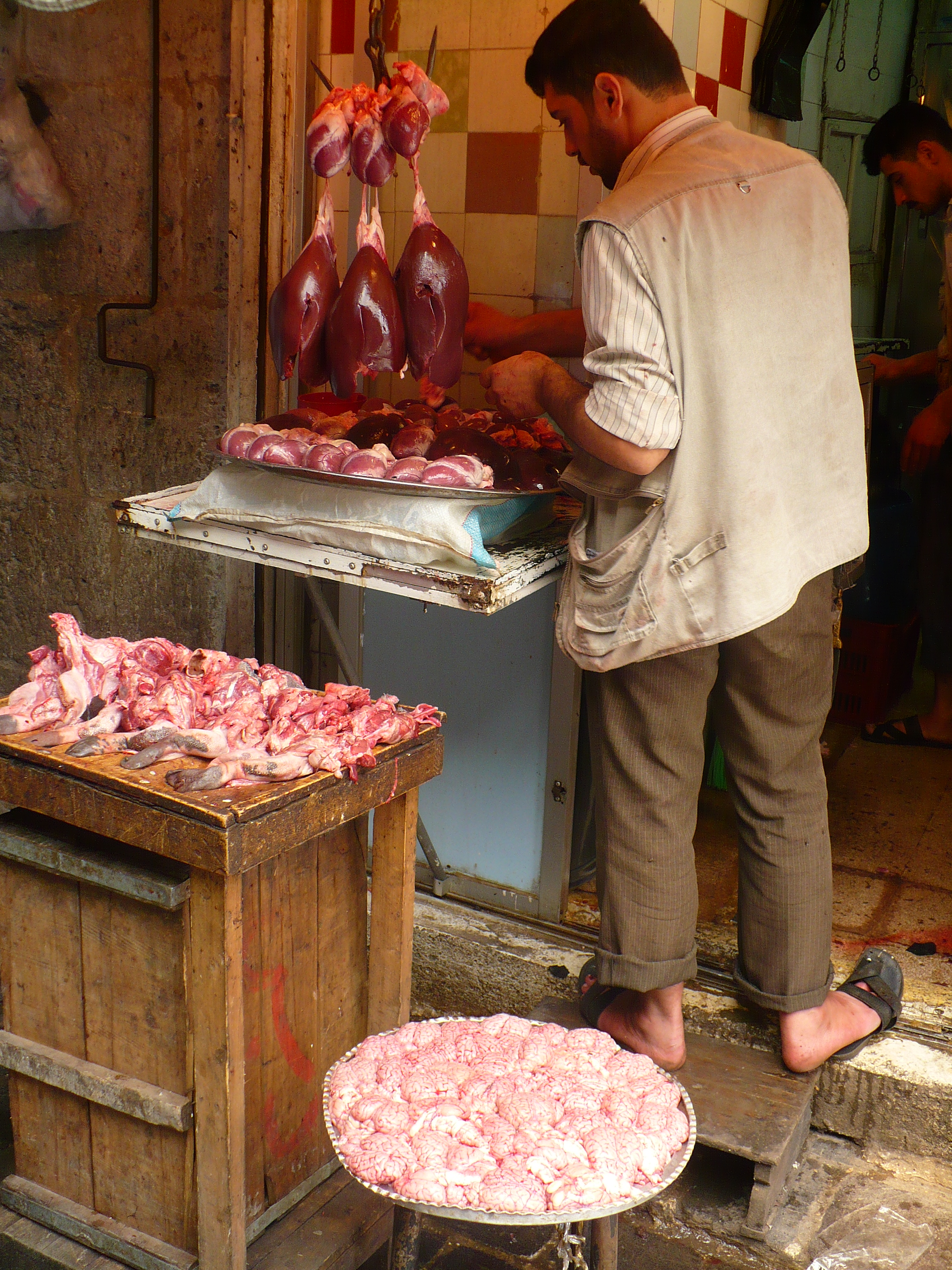
Un măcelar din Siria

Unii măcelari își vând mărfurile în magazine specializate, denumite în mod obișnuit măcelării. Măcelarii de la o măcelărie pot efectua activitățile primare, dar efectuează de obicei activitățile secundare pentru a pregăti bucățile de carne proaspătă pentru vânzare. Aceste magazine pot, de asemenea, să vândă produse conexe, cum ar fi gustări fierbinți (utilizând propriile produse din carne), produse de panificație și articole de băcănie. Măcelariile pot avea o varietate mai largă de tipuri de carne de la mai multe animale și de diferite calități. În plus, unele măcelăriile pot fi specializate pe o anumită cultură a producției alimentare pe bază de carne. Unele magazine de produse de măcelărie, denumite „meat delis”, pot vinde unele delicatese alimentare.
În Statele Unite ale Americii și Canada, măcelăriile devin din ce în ce mai puțin obișnuite din cauza creșterii popularității supermarketurilor. Supermarketurile folosesc măcelari pentru activitățile secundare, însă în Statele Unite chiar și acest rol este diminuat odată cu apariția cărnii deja pregătite pentru vânzare, caz în care produsul este ambalat pentru vânzarea cu amănuntul la unitatea de ambalare sau la unitățile specializate de prelucrare centrală.

## Utilizare metaforică
În diferite perioade și culturi, termenul „măcelar” a fost folosit pentru a denumi persoanele care săvârșeau crime odioase sau se comportau cu cruzime față de alte ființe umane. De exemplu, Pompei, un important general și politician roman din secolul I î.Hr., a primit porecla latină adulescentulus carnifex, tradusă „Măcelul adolescent” sau „Băiatul măcelar”, din cauza modului brutal în care i-a tratat pe opozanții săi politici în prima parte a carierei sale.